# 이비차 다치치

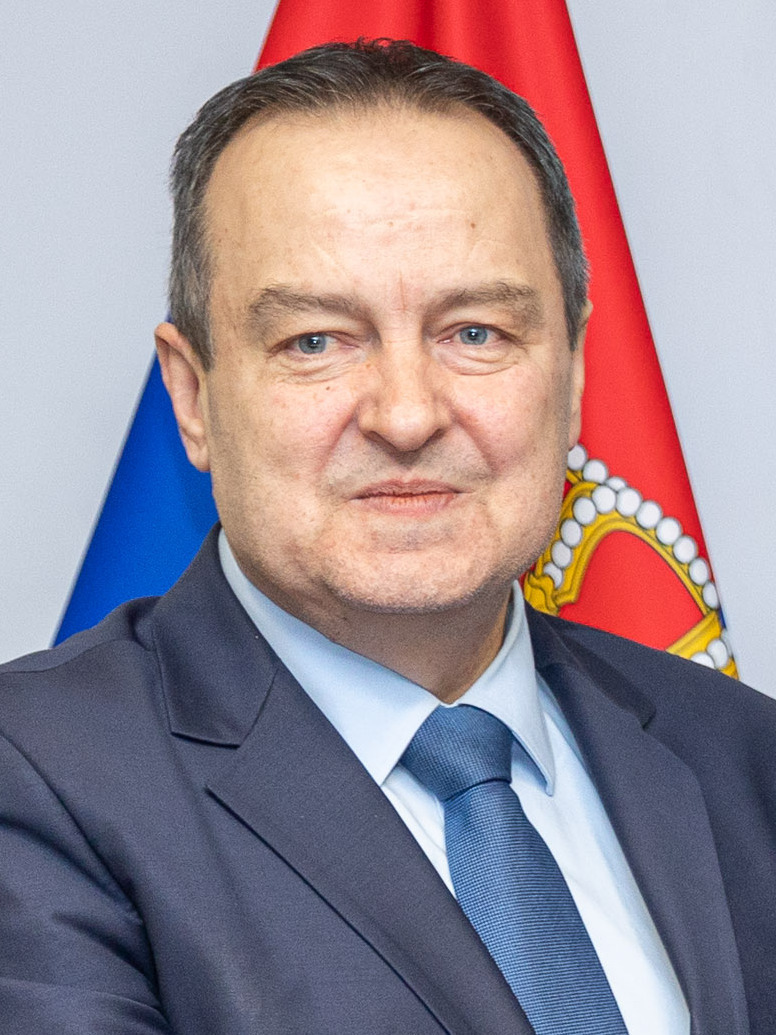
이비차 다치치

이비차 다치치(세르비아어: Ивица Дачић / Ivica Dačić, 1966년 1월 1일 ~ )는 세르비아의 정치인이다.
1989년 베오그라드 대학교를 졸업했으며 1991년 세르비아 사회당에 입당했다. 1991년부터 2000년까지 세르비아의 대통령, 유고슬라비아의 대통령을 역임한 슬로보단 밀로셰비치의 멘토 겸 대변인 역할을 수행했다. 2000년 10월 24일 밀로셰비치 대통령이 축출된 뒤부터 2001년 1월 25일까지 세르비아 정보부의 공동 장관을 역임했다.
2006년에는 세르비아 사회당 당수로 선출되었으며 2012년 7월 27일부터 2014년 4월 27일까지 세르비아의 총리를 역임했다. 2014년 4월 27일에는 세르비아 외무부 장관으로 임명되었다.